# Thai Tanic
Thai Tanic, född 6 juni 2000 i Norge, är en norsk varmblodig travhäst. Han inledde karriären hos tränare Trond Anderssen (2003–2006). Han flyttade sedan till den svenska tränaren Olle Goop (2006–2009) där han kördes av Björn Goop.
Thai Tanic räknas som en av Norges bästa travhästar genom tiderna. Han tävlade åren 2003–2009 och sprang in 9,7 miljoner kronor på 79 starter varav 31 segrar, 13 andraplatser och 5 tredjeplatser. Han tog karriärens största segrar i Norskt Travkriterium (2003), Norskt Travderby (2004), Jarlsbergs Grand Prix (2004), Olympiatravet (2006) och Jubileumspokalen (2006). Han kom också på andraplats i Elitloppet (2006) och Årjängs Stora Sprinterlopp (2006).
Efter karriären har han varit avelshingst. Han har lämnat efter sig miljonärer som Monster Drive (2006), Usain Swing (2009), Monfalcone (2010), The Last Ticket (2011) och Royal Baby (2013).